# Shellshock 2: Blood Trails
Pour les articles homonymes, voir Shellshock.
Shellshock 2: Blood Trails est un jeu vidéo de tir à la première personne développé par Rebellion Developments (avec le soutien de sa société satellite Rebellion UK Derby) et édité par Eidos Interactive. Il est sorti le 2009 en Europe et le 24 février 2009 en Amérique du Nord sur PC, Xbox 360 et PlayStation 3. Il s'agit de la suite de Shellshock: Nam '67.

## Trame
Le jeu prend place en 1968, pendant la guerre du Viêt Nam. Le joueur incarne Nate Walker, un jeune soldat Américain qui, à peine arrivé en Asie du Sud-Est, va être conduit au chevet de son frère, Cal. En effet, celui-ci est le dernier survivant d'une patrouille envoyée au Cambodge afin de récupérer le précieux contenu d'un avion qui s'est écrasé nommé l'Ange noir. Or, il s'agit d'un virus transformant les individus en cannibales et il semble que Cal l'ait contracté. Alors que ce dernier est soumis à des expériences menées par l'US Army, il parvient à s'enfuir dans la jungle Vietnamienne. Son frère va alors devoir le poursuivre à travers tout le Sud-vietnam, avec le soutien de l'armée Américaine, dans l'espoir de trouver un antidote au virus, alors que les Vietcong tentent de mettre eux aussi la main sur l'Ange noir et que l'infection se propage à grande vitesse.